# Kvantitativ genetik
Organismer består av en mängd olika egenskaper: från specifika molekyler, såsom enzymer, till hela strukturer och olika beteenden. Vissa av dessa egenskaper bestäms av en enda eller ett fåtal gener, med två alleler (genvarianter) vardera. Sådana egenskapers uttryck faller inom välavgränsade kategorier och kallas därför för kvalitativa karaktärer, alternativt Mendelska karaktärer efter genetikens grundare Gregor Mendel. De kvalitativa karaktärerna studeras inom populationsgenetiken. Kvantitativ genetik studerar karaktärer vars uttryck är kvantitativt snarare än kvalitativt. Dessa så kallade multifaktoriella karaktärers värde bestäms, till skillnad från kvalitativa karaktärer, av många gener samt miljön. Detta får som konsekvens att genotypen inte kan härledas från fenotypen och därför kan den kvantitativa genetiken heller inte beskriva en population utifrån genfrekvenser utan fokuserar istället på fördelningen (variansen) av karaktärers värden (till exempel längd) inom populationen, uppskattningar av hur stor del av den fenotypiska variationen som orsakas av genetisk variation (karaktärers heritabilitet respektive miljömässiga skillnader mellan individer och använder dessa uppskattningar för att förutsäga hur snabbt en karaktär kommer att förändras vid selektion. Eftersom selektion sker både naturligt (se: Naturligt urval) och artificiellt, är förståelse för de kvantitativa karaktärerna och deras förändring viktig både inom evolutionsbiologin och vid djuravel och växtodling. Den teoretiska grunden till kvantitativ genetik lades i anslutning till neo-Darwinismens födelse kring 1920-talet av R.A. Fisher, J. B. S. Haldane och Sewall Wright.

## Kvantitativa karaktärer
Varje kvantitativ karaktär bestäms av en sammanlagd effekt av många gener samt miljöfaktorer. De underliggande genetiska mekanismerna bakom kvantitativa karaktärer är dock desamma som hos kvalitativa karaktärer i det att varje gen segregerar enligt Mendels lagar.
Det finns tre typer av kvantitativa karaktärer:
Kontinuerliga karaktärer har en kontinuerlig distribution av fenotyper, såsom längd, vikt, hudfärg och tillväxthastighet.
Meristiska karaktärer uttrycks som ett heltal av likadana beståndsdelar. Exempel på meristiska karaktärer är antal avkommor eller kullstorlek och antal kronblad. 
Tröskelkaraktärer eller diskreta karaktärer är antingen uttryckta eller inte uttryckta hos en viss individ, men precis som de andra typerna av kvantitativa karaktärer bestäms de av många gener samt miljöfaktorer. En individ som uttrycker en tröskelkaraktär har en benägenhet, som är större än ett visst tröskelvärde, för att uttrycka karaktären . Exempel på tröskelkaraktärer är diabetes och schizofreni.

## Statistiska formler och heritabilitet
Det fenotypiska uttrycket (P) hos en organism är summan av genetiska (G) och miljömässiga (E) effekter samt eventuella interaktioner mellan dessa (GE) och mäts i någon fenotypisk enhet (till exempel centimeter). Formeln kan skrivas som:
P = G + E + GE
Eftersom genotypen inte kan härledas från fenotypen används statistik för att beskriva kvantitativa karaktärers distribution hos populationer eller stickprov från populationer.

### Varians
Varians beskriver fördelningen av datapunkter kring ett medelvärde som den kvadrerade medelavvikelsen för alla fenotypiska värden från medelvärdet:
De flesta fenotypiska värdena uppvisar normalfördelning, vilket är en förutsättning för att variansanalyserna ska vara informativa. Med hjälp av varianser kan man uppskatta hur stor del av den totala fenotypiska variationen som är orsakad av genetisk variation och hur stor del som är orsakad av miljömässig variation. Den allmänna formeln kan skrivas: 
VP = VG + VE + VGE; 
där VP är den totala fenotypiska variation, VG är den del av den totala fenotypiska variationen som orsakas av genetisk variation, VE är den del av variationen som orsakas av variation i miljön, VGE är den fenotypiska variationen som orsakas av interaktion mellan genetiska och miljömässiga faktorer.

Om man antar att VGE är försumbar kan man få fram hur stor del av den fenotypiska variationen som orsakas av genetisk variation genom att i experiment låta miljön vara konstant. All fenotypisk variation är då orsakad av genetisk variation. Motsvarande gäller att då man studerar genetiskt identiska, eller genetiskt väldigt lika organismer, kan man dra slutsatsen att den fenotypiska variationen är orsakad av variation i miljön. Fenotypiska skillnader mellan genetiskt identiska organismer kallas fenotypisk plasticitet.
Då kvantitativa karaktärer analyseras vill man ofta veta hur stor del av den genetiska variationen som kan selekteras på. Den totala genetiska variationen kan delas upp i tre typer av varians:
VG = VA + VD + VI
VA står för additiv genetisk variation och innefattar alla additiva samt de flesta dominanseffekter som ingående gener har på karaktären. Det är just denna del av den genetiska variationen som kan svara på selektion. VD innefattar variansen som orsakas av de dominanseffekter som inte ingår i den additiva genetiska variationen. VI är variation orsakad av interaktioner mellan gener, så kallad epistasis.
Den totala fenotypiska variationen kan således skrivas om som:
VP = VA + VD + VI + VE + VGE

### Kovarians & Korrelation
Många gener har påverkan på fler än en karaktär (pleiotropiska effekter). Med hjälp av kovarians och korrelationskoefficienter mäts graden av association mellan olika karaktärer:
Kovariansen Cov för karaktärerna x och y fås av: 
{\displaystyle {\mbox{Cov(x, y)}}={\frac {\sum (x-{\bar {x}})(y-{\bar {y}})}{n}}},
där streck över karaktärssymbolerna symboliserar karaktärernas medelvärden och n är det totala antalet individer som studerats.
Korrelationskoefficienten r för karaktärerna x och y fås av: 
{\displaystyle {\mbox{r}}={\frac {\mathrm {Cov} (x,y)}{\sqrt {V_{x}*V_{y}}}}},
där Cov(x,y) är kovariansen för karaktärerna x och y. VX och VY är variansen för respektive karaktär.
Korrelationskoefficienten går från −1 till +1, där +1 innebär perfekt korrelation, −1 perfekt motsatt korrelation och 0 ingen korrelation.

### Heritabilitet
Heritabilitet kallas den term som beskriver proportionen av den totala fenotypiska variationen som bestäms av genetisk variation. Termen har två olika betydelser och delas därför in i heritabilitet i den breda respektive smala bemärkelsen. Heritabilitet i den breda bemärkelsen är kvoten av hela genetiska variansen mot totala fenotypiska variansen och kan skrivas 
H2 = VG/VP. Denna form av heritabilitet används framförallt inom psykologin. Heritabilitet i den smala bemärkelsen är kvoten av den additiva genetiska variansen mot totala fenotypiska variansen och kan skrivas h2 = VA/VP. Inom evolutionsforskning samt avel och odling är man framförallt intresserad av denna typ av heritabilitet. Notera att H2 och h2 står för heritabiliteten och inte dess kvadrerade värde.
Eftersom genfrekvenser skiljer sig mellan populationer och från generation till generation är heritabiliteten specifik för en viss population vid en viss tidpunkt. Det är oftast inte möjligt att få en exakt uppskattning av heritabiliteten och de flesta uppskattningar har relativt stora standardfel. Stora dataset och studier av nära släktingar, såsom förälder-avkomma eller hel- eller halvsyskon, ger bättre uppskattning av heritabiliteten och lägre standardfel än studier med färre och mer avlägsna släktingar.

### Regressionsanalys
Regressionsanalyser används då det finns ett orsak-och-verkan-samband mellan variablerna till exempel fenotypvärden hos förälder och avkomma. Om det inte finns någon miljömässigt grundad kovarians, d.v.s. att kovariansen inte orsakas av delade miljöförhållanden inom familjen, anger regressionskoefficienten omfattningen av additiv genetisk påverkan på likheten mellan förälder och avkomma. Detta kan också uttryckas som andelen av variansen hos karaktären som är orsakad av genetisk variation. På grund av detta används regressionsanalyser för att studera heritabilitet.
Regressionskoefficienten b fås av:
{\displaystyle {\mbox{b}}={\frac {\mathrm {Cov} (x,y)}{V_{x}}}},
Cov(x,y) är här kovariansen för antingen ena förälderns alternativt båda föräldrarnas medelvärde för en karaktär och avkommans karaktärsvärde. Vx är variansen för föräldrapopulationen.
Då ena förälderns karaktärsvärde plottas mot avkommornas medelvärde är regressionskoefficienten detsamma som halva heritabiliteten: b = ½h2 och då medelvärdet av båda föräldrarnas karaktärsvärden plottas mot medelvärdet av avkommornas karaktärsvärden är regressionskoefficienten detsamma som heritabiliteten: b = h2. Skillnaden beror på att varje förälder bidrar med hälften av sina gener till avkomman. Om variansen skiljer sig mellan könen (antingen mellan mödrar och fäder eller döttrar och söner) kan medelvärdet av dessa inte användas utan heritabiliteten måste då räknas ut separat för de båda könen.

## Selektion
Artificiell selektion är riktad selektion och verkar på fenotypfördelningen i en population på liknande sätt som naturlig selektion. Kort kan sägas att vid naturlig selektion är det vanligtvis de individer i en population som är bäst anpassade till miljön som får reproducera sig, medan det vid artificiell selektion av djur och växter istället är människor som bestämmer vilka individer som får reproducera sig. Valet av individer vid artificiell selektion grundar sig ofta på förekomst av för människan lönsamma karaktärer hos individerna såsom hög mjölkproduktion hos kor eller hög avkastning av säd hos sädesslagen. De olika hundraserna som vi ser idag är resultatet av långvarig artificiell selektion, där man konsekvent avlat på individer med ett visst utseende eller beteende. För att medelvärdet av en karaktär hos individerna i en population ska kunna förändras genom selektion behöver en stor del av den fenotypiska variationen orsakas av additiv genetisk variation. En populations gensvar på artificiell selektion kan därför användas som ett mått på graden av genetisk variation i populationen.
Trunkeringsselektion är en typ av individuell selektion som innebär att man i avel eller odling endast låter de individer i en population vars fenotyp ligger ovan ett visst värde (trunkeringspunkt) reproducera sig. Differensen mellan föräldrapopulationens medelvärde (µS) och medelvärdet för den ursprungliga populationen (µ) är selektionsdifferentialen (S) och differensen mellan avkommornas medelvärde (µ') och den ursprungliga populationens medelvärde (µ) är selektionsresponsen (R). Ekvationen för förutsägelse av individuell selektion kan skrivas R = h2S. Det innebär också att heritabiliteten h2 = R/S. I de fall heritabiliteten räknas ut efter utförd avel/odling, kallas detta realiserad heritabilitet. Normalt kommer µ' vara större än µ eftersom en del gynnsamma gener överförts till avkommorna från de utvalda föräldraindividerna. Samtidigt kommer µ' vanligtvis vara mindre än µS. Detta beror dels på att vissa av de utvalda föräldraindividerna saknat gynnsamma gener. Hos dessa individer har snarare en gynnsam miljö givit upphov till den eftertraktade fenotypen. Den andra orsaken kan vara att exceptionellt gynnsamma genotyper hos föräldraindividerna brutits upp av Mendelsk segregation och rekombination.
En population som kontinuerligt utsätts för artificiell selektion når så småningom en platå, efter vilken den inte längre svarar på selektion. Det beror antingen på utarmning av den genetiska variationen eller på att den artificiella selektionen motsätter sig den naturliga selektionen. I vissa fall kan dock fenotypvärdet återigen börja öka vid fortsatt selektion efter en platå. Orsaken är då ofta att det funnits latent genetisk variation i form av kopplingsojämvikt (engelska linkage disequilibrium). I naturligt förekommande populationer har de karaktärer som är starkast kopplade till fitness generellt sett lägst heritabilitet, eftersom dessa karaktärer under lång tid utsatts för den starkaste selektionen.
För att uppskatta heritabiliteten utan att först genomföra artificiell selektion, och genom det kunna uppskatta responsen (R) vid viss selektiondifferential (S) enligt ekvationen ovan, behövs förståelse för genetiken bakom heritabiliteten: hur alternativa alleler hos en gen påverkar karaktären i fråga, hur selektion påverkar allelfrekvenser samt hur mycket medelvärdet hos en karaktär förändras som resultat av förändrad allelfrekvens. Detta kan summeras i ekvationen:
{\displaystyle {h^{2}}={\frac {\sum 2pq(a+(q-p)d)^{2}}{V}}},
i vilken alla gener som påverkar karaktären summerats. I denna ekvation antas varje gen ha två alleler, p och q, och allelfrekvenserna, d.v.s. värdena för p respektive q, kan vara olika för varje gen. Detta gäller även för a och d som representerar effekterna (från populationens medelvärde) av allelerna på den kvantitativa karaktären..